# Schneegehen
Barfüßiges Schneegehen kann im Winter als eine dem Wassertreten vergleichbare Kneippanwendung praktiziert werden, um die Abwehrkräfte gegen Erkältungen zu steigern. Schnee löst zwar einen starken Kältereiz aus, entzieht dem Körper wegen seines hohen Luftanteils aber weniger Wärme als kaltes Wasser. Ideal ist frisch gefallener Schnee, durchgefrorener Harsch ist ungeeignet.
Kurzes Barfußlaufen in Schnee bei Temperaturen um den Gefrierpunkt birgt keine Erfrierungsgefahr.